# Pterothrissus
Pterothrissus is een geslacht van straalvinnige vissen uit de familie van gratenvissen (Albulidae).

## Soorten
- Pterothrissus gissu Hilgendorf, 1877